# Wawrzyniec Gembicki
Wawrzyniec Gembicki (Gębice, 5 agosto 1559 – Gniezno, 10 febbraio 1624) è stato un arcivescovo cattolico polacco.

## Biografia
Figlio di Paweł e Anna Łowiecka, iniziò gli studi a Chodzież e li proseguì a Poznań presso l'Accademia Lubrański e il locale collegio dei gesuiti, poi sempre presso i gesuiti a Ingolstadt e infine a Cracovia. 
Abbracciò lo stato ecclesiastico e, conclusi gli studi, entrò al servizio del vice cancelliere Wojciech Baranowski. Fu segretario dei re Stefano I Báthory e Sigismondo III Vasa e nel 1595 divenne il gran segretario della Corona.
Nel 1596 prese parte a una missione diplomatica presso papa Clemente VIII e, tornato in patria, ottenne diversi benefici ecclesiastici.
Il 10 novembre 1600 fu eletto vescovo di Chełmno. Sotto il suo episcopato contrastò le idee riformate, visitò le parrocchie, curò la disciplina del clero, riformò gli statuti del capitolo cattedrale e vi istituì un canonico-teologo, convocò il sinodo diocesano, reintrodusse i gesuiti a Toruń e partecipò al sinodo provinciale di Piotrków.
Divenne vice cancelliere nel 1607 e gran cancelliere della Corona nel 1609: appoggiò la guerra polacco-moscovita di Sigismondo III e partecipò alla spedizione del re a Smolensk. Lasciò la carica nel 1613 e gli succedette Feliks Kryski.
Nel 1610 fu trasferito alla sede di Cuiavia e il 12 ottobre 1615 fu promosso alla sede metropolitana di Gniezno, alla quale era anche legata la dignità di primate di Polonia.
Morì nel 1624 e fu sepolto nella cattedrale di Gniezno.

## Genealogia episcopale e successione apostolica
La genealogia episcopale è:
- Cardinale Scipione Rebiba
- Cardinale Giulio Antonio Santori
- Cardinale Girolamo Bernerio, O.P.
- Vescovo Claudio Rangoni
- Arcivescovo Wawrzyniec Gembicki

La successione apostolica è:
- Arcivescovo Jan Wężyk (1620)